# Tosanoides
Tosanoides – rodzaj ryb okoniokształtnych z rodziny strzępielowatych.

## Klasyfikacja
Gatunki zaliczane do tego rodzaju:
- Tosanoides filamentosus
- Tosanoides flavofasciatus
- Tosanoides obama[3]